# Bell 30
Bell Model 30 là một mẫu thử trực thăng thương mại đầu tiên, và là loại trực thăng đầu tiên do hãng Bell Aircraft Company chế tạo. Do Arthur M. Young thiết kế, nó được sử dụng làm mẫu thử nghiệm tĩnh cho loại Model 47.

## Tính năng kỹ chiến thuật
Dữ liệu lấy từ 
Đặc tính tổng quát
- Kíp lái: 3
- Động cơ: 1 × Franklin 6V4 , 160 hp (120 kW)
- Đường kính rô-to chính:    33 ft 0 in (10,06 m)
- Diện tích rô-to chính: 855,3 foot vuông (79,46 m2)

Hiệu suất bay